# Edward Bond
Edward Bond   (Holloway i Londres, 18 de juliol de 1934 - Great Wilbraham, 3 de març de 2024) va ser un dramaturg, director de teatre, poeta, teòric i guionista anglès. Va ser l'autor de l'obra Saved (1965), la producció de la qual va ser clau en l'abolició de la censura al teatre del Regne Unit. La seva obra controvertida ha rebut moltes reaccions.
Bond va néixer en una família de classe obrera a Holloway, al nord de Londres. Essent infant durant la Segona Guerra Mundial, va ser evacuat al camp on la seva exposició a la violència i el terror de la guerra van modelar els temes del seu treball. Als quinze anys va abandonar l'escola per a treballar en fàbriques i oficines, seguit per dos anys de servei militar en l'exèrcit britànic.

## Biografia
El juny de 1958 Edward Bond va ser convidat a unir-se al grup d'escriptors del Royal Court Theatre de Londres, després de lliurar dues obres poètiques The Fiery Tree i Klaxon in Atreus' Place.
La primera obra produïda de Bond, The Pope's Wedding, va ser presentada al Royal Court Theatre el 1962. Es tracta d'un drama naturalista ambientat a l'Essex contemporani. La següent obra de Bond, Saved (1965), explica les fosques vides d'uns joves de classe obrera del sud de Londres els quals, sufocats per un sistema econòmic brutal, han perdut de vista la seva humanitat i s'han submergit en la promiscuïtat, la codependència i la violència assassina.
L'obsoleta legislació sobre el teatre que datava de 1843 requeria que els guions fossin lliurats a l'oficina del Lord Chamberlain per a la seva aprovació abans de ser representats. Saved incloïa una escena que representava l'apedregada fins a la mort d'un nadó en el seu cotxet. El Lord Chamberlain va intentar censurar-la, però Bond es va negar a alterar ni una paraula sota l'argument que eliminar aquesta escena central alteraria el significat de l'obra.
Bond i el Royal Court Theatre van continuar desafiant al censor i, el 1967, van produir una nova obra surrealista, Early Morning, que retratava una relació lesbiana entre la reina Victòria i Florence Nightingale, així com a Benjamin Disraeli i Albert de Saxònia-Coburg Gotha com siamesos. L'obra va ser produïda malgrat la imposició d'un vet total i aquell mateix any la llei va ser finalment abrogada.
Bond també va realitzar contribucions importants al cinema. Així, doncs, va escriure una adaptació de la novel·la Cambra fosca, de Vladímir Nabókov, que va ser dirigida per Tony Richardson el 1968. També va adaptar el drama aborigen Walkabout, pel·lícula dirigida per Nicolas Roeg el 1971. A més, va contribuir al guió de Blow Up, pel·lícula dirigida el 1966 per Michelangelo Antonioni, i al de Nicolau i Alexandra, dirigida el 1971 per Franklin Schaffner.